# 2007.
◄ | 20. stoljeće | 21. stoljeće | 22. stoljeće | ►
◄ | 1970-ih | 1980-ih | 1990-ih | 2000-ih | 2010-ih | 2020-ih | 2030-ih | ►
◄◄ | ◄ | 2004. | 2005. | 2006. | 2007. | 2008. | 2009. | 2010. | ► | ►►
Arhitektura • Astronautika • Astronomija • Biologija • Film • Fotografija • Glazba • Kazalište • Kemija • Kiparstvo • Knjige • Književnost • Kršćanstvo • Meteorologija • Medicina • Planinarstvo • Politika • Pravo • Promet • Slikarstvo • Strip • Šport • Televizija • Znanost • Zrakoplovstvo • Željeznički promet
2007. je godina prema gregorijanskom kalendaru koja nije prijestupna, a započela je u ponedjeljak.

## Obljetnice
Ovom godinom se obilježavaju:
- 950. godišnjica grada Donji Miholjac
- 800. obljetnica rođenja sv. Elizabete Ugarske
- 600. obljetnica rođenja Šiška Menčetića
- 300. obljetnica rođenja Carla Goldonija, Carla Linnéa i Leonharda Eulera
- 250. obljetnica rođenja Tituša Brezovačkog
- 200. obljetnica rođenja Giuseppea Garibaldija
- 150. obljetnica rođenja Josepha Conrada, Celestina Medovića, Ive Vojnovića, Roberta Badena Powella, Heinricha Rudolfa Hertza i Andrije Mohorovičića
- 100. obljetnica rođenja Alberta Moravije, Astrid Lindgren, Toše Dabca i Wystana Hugha Audena

## Događaji

### Siječanj
- 1. siječnja – Bugarska i Rumunjska postale su punopravne članice Europske unije, te su istupile iz CEFTA-e.
- 1. siječnja – Bugarski, rumunjski i irski jezik postali su službeni jezici Europske unije.
- 1. siječnja – Euro je uz slovenski tolar postao službena valuta u Republici Sloveniji, dok ga ne bude u potpunosti zamijenio 15. siječnja 2007.
- 1. siječnja – Njemačka je od Finske preuzela predsjedanje Europskom unijom.
- 1. siječnja – Ban Ki-mun zamijenio Kofi Annana na dužnosti glavnog tajnika Ujedinjenih naroda.
- 12. siječnja – Otvoreno je Veleposlanstvo Republike Hrvatske u Podgorici, glavnom gradu Republike Crne Gore.
- 15. siječnja – Euro je s ovim danom postao jedina službena valuta u Sloveniji, čime je slovenski tolar prestao postojati (povučen je iz opticaja nakon 16 godina, a uveden je 8. listopada 1991. po isteku brijunske deklaracije).
- 21. siječnja – U Srbiji održani izvanredni parlamentarni izbori. Najviše zastupničkih mjesta osvojili Šešeljevi radikali.
- 30. siječnja – Dolazak Kćeri Srca Isusova u Lasinju.
- 31. siječnja – Ivica Račan najavio privremeno povlačenje iz politike iz zdravstvenih razloga.

### Veljača
- 14. veljače – Na prvoj sjednici poslije izbora, Skupština Srbije usvojila Rezoluciju kojom odbacuje Ahtisarijev plan za buduće rješenje statusa Kosova.

### Ožujak
- 11. ožujka – SAD i Kanada uvode ljetno vrijeme četiri tjedna ranije od uobičajene prakse, u cilju štednje energije.
- 25. – 31. ožujka u Zagrebu održana 6. revija amaterskog filma.

### Travanj
- 16. travnja – Školski pokolj u Virginijskome politehničkom institutu.
- 23. travnja. – Otkriven prvi planet sličan Zemlji, Gliese 581 c.

### Svibanj
- 6. svibnja – Nicolas Sarkozy postao predsjednik Francuske.
- 8. svibnja – Tomislav Nikolić, zamjenik lidera Srpske radikalne stranke Vojislav Šešelja, izabran za predsjednika Skupštine Srbije.Za njegov izbor glasovali i zastupnici stranke srpskog premijera Vojislava Koštunice. Sjednica protekla u žestokim verbalnim okršajima i vrijeđanjima.
- 10. svibnja – Otvoreno je Veleposlanstvo Republike Crne Gore u Zagrebu.
- 11. svibnja – Crna Gora je postala 47. članica Vijeća Europe.
- 13. svibnja – Tomislav Nikolić podnio ostavku na dužnost predsjednika Skupštine Srbije.
- 15. svibnja – Srbija dobila novu Vladu, na čijem je čelu ponovo Vojislav Koštunica.
- 23. svibnja – Talijanski AC Milan osvojio je nogometnu Ligu prvaka pobijedivši engleski Liverpool s 2:1 u finalu odigranom u Ateni.

### Lipanj
- 2. lipnja – Zoran Milanović izabran za predsjednika Socijaldemokratske partije Hrvatske.
- 5. lipnja – U Rijeci su svečano otvorene 3. Riječke ljetne noći, koje će trajati do 19. srpnja 2007.
- 7. lipnja – U časopisu "Science" je objavljeno, da je Marin Soljačić sa suradnicima u praksi izveo prvi eksperiment bežičnog prijenosa energije.
- 12. lipnja – Raspravno vijeće Haaškog suda je nepravomoćno prvostupanjskom presudom osudilo vođu pobunjenih hrvatskih Srba Milu Martića zbog ratnog zločina nad nesrpskim civilima u Hrvatskoj na 35 godina zatvora.
- 15. lipnja – Japanski institut za zemljopis priopćio da je promijenjeno ime otoku Iwo Jimi, poznatom poprištu bitke iz Drugog svjetskog rata. Novo ime je Iwo To.
- 17. lipnja – VK Jug i KK Cibona su postali novi hrvatski prvaci u vaterpolu i košarci.
  - U Budvi uhićen general u mirovini srpske policije,Vlastimir Đorđević,koji je pred Haaškim tribunalom optužen za ratne zločine na Kosovu 1999. godine.
- 23. lipnja – Za Crnu Goru je uveden predbroj +382 koji je zamijenio dotadašnji predbroj +381 jer je on bio predbroj za državnu zajednicu Srbiju i Crnu Goru, a nakon raspada te državne zajednice on je pripao Srbiji.
- 27. lipnja – Gordon Brown preuzeo dužnost britanskog premijera.

### Srpanj
- 8. srpnja – Izabrano novih sedam svjetskih čuda; Kineski zid, rimski Koloseum, Taj Mahal, Machu Picchu, kip Krista Otkupitelja, grad Petra i Chichen Itza.
- 25. srpnja – Otvoreno pismo uglednika Hrvata iz Vojvodine pol. i kult. vrhu RH u kojem ih pozivaju na akciju protiv politike asimiliranja Hrvata u Srbiji.

### Kolovoz
- 30. kolovoza – Kornatska tragedija: smrt 12 vatrogasaca na Kornatima.

### Listopad
- 19. listopada – Skupština Republike Crne Gore ustanovio novi Ustav Republike Crne Gore u kojem je službenim jezikom umjesto ijekavskog srpskog imenovan crnogorski.
- 21. listopada – Finac Kimi Räikkönen postao je novi svjetski prvak Formule 1 u posljednjoj utrci sezone, VN Brazila.
- 24. listopada – Počela gradnja pelješkoga mosta.

### Studeni
- 1. studenoga – Zbog ostavke premijera Špirića, pala Vlada u Bosni i Hercegovini.
- 15. studenoga – Ciklon Sidr poharao je Bangladeš; poginulo je više od 2000 ljudi, a ranjeno oko 5000.
- 25. studenoga – Hrvatski parlamentarni izbori 2007.: najviše mandata osvojio HDZ – 66, SDP – 56, koalicija HSS-HSLS-PGS – 8, HNS – 7, HDSSB – 3.

### Prosinac
- 12. prosinca – U Srbiji raspisani predsjednički izbori za 20. siječnja 2008.godine.
- 21. prosinca – U 9 novih članica EU na kopnenim granicama počinje se primjenjivati Schengenski sporazum.
- 26. prosinca – Narodna skupština Republike Srbije usvojila Rezoluciju kojom nalaže Vladi da svi sporazumi s Europskom unijom moraju bit u "funkciji očuvanja suvereniteta Srbije". Zastupnicima se obratili predsjednik Srbije Boris Tadić i premijer Vojislav Koštunica.
- 28. prosinca – Ukinuta monarhija u Nepalu, koji je postao savezna demokratska republika.
- 29. prosinca – Predsjednik Skupštine Srbije, Oliver Dulić, raspisao izbore za Skupštinu Vojvodine i lokalne organe vlasti u Srbiji za 11. svibanj 2008. godine.
- 29. prosinca – Afera Vepar: Ministar unutarnjih poslova Ivica Kirinpodnio ostavku jer je sudjelovao u "božićnom lovu" na Bilogori s Mladenom Markačem, haškim optuženikom, koji je time prekršio kućni pritvor.

## Rođenja
- 24. veljače – Luka Vušković, hrvatski nogometaš
- 12. ožujka – Branimir Mlačić, hrvatski nogometaš
- 27. svibnja – Jana Pavalić, hrvatska plivačica
- 13. srpnja – Lamine Yamal, španjolski nogometaš
- 13. kolovoza – Vita Barbić, hrvatska atletičarka
- 11. prosinca – Bruno Durdov, hrvatski nogometaš

## Smrti

### Siječanj
- 8. siječnja – Iwao Takamoto, japansko-američki animator, televizijski producent i filmski redatelj koji je najveću slavu stekao kao kreator popularnog crtanog lika Scooby Doo (* 1925.)
- 10. siječnja – Carlo Ponti, talijanki filmski producent (* 1912.)

### Veljača
- 8. veljače – Anna Nicole Smith, američki manekenka, glumica i poznata ličnost koja je prvi put postala poznata nakon pojavljivanja u časopisu Playboy, te nakon što je u tome istome časopisu izabrana za Playmate of the Year za 1993. godinu (* 1967.)
- 12. veljače – Nikola Filipović, hrvatski pravnik (* 1933.)
- 20. veljače – Vladimir Mahovlić, hrvatski televizijski i radijski voditelj (* 1932.)
- 26. veljače – Vladimir Muljević, prof. emeritus, prvi hrvatski doktor elektrotehničkih znanosti i pionir elektrotehnike i računarstva (* 1913.)

### Ožujak
- 3. ožujka – Osvaldo Cavandoli, talijanski crtač crtanih filmova, autor crtanog filma Linija ("La Linea"). (* 1920.)
- 5. ožujka – Ivan Supek, hrvatski fizičar, filozof, pisac, borac za mir i humanist. (* 1915.)
- 6. ožujka – Jean Baudrillard, francuski filozof (* 1929.)
- 10. ožujka – Stjepan Lacković, hrvatski katolički svećenik,  tajnik Alojzija Stepinca za vrijeme II. svjetskog rata (* 1913.)
- 16. ožujka – Ivica Percl, hrvatski pjevač, poznat po pjesmi „Stari Pjer” (* 1945.)
- 17. ožujka – Frane Franić, hrvatski nadbiskup i metropolit (* 1912.)
- 17. ožujka – Vlado Kovačić, hrvatski glumac (* 1937.)
- 19. ožujka – Krešimir Blažević, hrvatski pjevač iz grupe Animatori (* 1958.)
- 26. ožujka – Mihail Uljanov, ruski glumac (* 1927.)
- 28. ožujka – Sanda Fideršeg, hrvatska glumica (* 1928.)

### Travanj
- 5. travnja – Mark St. John, američki glazbenik (* 1956.)
- 23. travnja – Boris Jeljcin, ruski političar (* 1931.)
- 27. travnja – Mstislav Rostropovič, ruski viončelist (* 1927.)
- 28. travnja – Edo Peročević, hrvatski glumac (* 1937.)
- 29. travnja – Ivica Račan, bivši hrvatski premijer i predsjednik SDP-a (* 1944.)

### Svibanj
- 6. svibnja – Đorđe Novković, hrvatski kompozitor glazbe (* 1943.)
- 18. svibnja – Mika Špiljak,komunist,predsjednik Predsjedništva SFRJ (* 1916.)
- 20. svibnja – Stanley Miller, američki kemičar (* 1930.)

### Lipanj
- 14. lipnja – Boris Maruna, hrvatski pjesnik i prevoditelj s engleskog i španjolskog jezika (* 1940.)
- 27. lipnja – Dragutin Tadijanović, jedan od najplodnijih hrvatskih pjesnika (* 1905.)

### Srpanj
- 2. srpnja – Beverly Sills, američka sopranistica (* 1929.)
- 5. srpnja – Josip Tabak, hrvatski prevoditelj, pisac, esejist, novinar i književni kritičar (* 1912.)
- 21. srpnja – Dubravko Škiljan, hrvatski jezikoslovac (* 1949.)
- 30. srpnja – Ingmar Bergman, švedski filmski redatelj i scenarist, te kazališni redatelj i pisac (* 1918.)
- 30. srpnja – Michelangelo Antonioni, talijanski redatelj (* 1912.)

### Kolovoz
- 14. kolovoza – Eduardo Noriega, meksički glumac (* 1916.)
- 14. kolovoza – Nela Eržišnik, hrvatska glumica i komičarka (* 1922.)
- 28. kolovoza – Antonio Puerta, španjolski nogometaš (* 1984.)
- 28. kolovoza – Miyoshi Umeki, japanska glumica i pjevačica (* 1929.)
- 29. kolovoza – Chaswe Nsofwa, zambijski nogometaš (* 1978.)

### Rujan
- 3. rujna – Safet Isović, bosanskohercegovački pjevač (* 1936.)
- 3. rujna – Marijan Mlinarić, hrvatski liječnik, političar, ministar unutarnjih poslova od 2003. do 2005., saborski zastupnik (* 1944.)
- 6. rujna – Luciano Pavarotti, talijanski operni pjevač, tenor (* 1935.)
- 9. rujna – Zoran Tadić, hrvatski filmski redatelj (* 1941.)
- 10. rujna – Jane Wyman, američka glumica (* 1917.)
- 15. rujna – Colin McRae, škotski reli vozač (* 1968.)
- 18. rujna – Ljiljana Molnar Talajić, hrvatska operna diva (* 1938.)
- 19. rujna – Vlatko Pavletić, hrvatski akademik, teoretičar književnosti, esejist, kritičar i političar (* 1930.)
- 22. rujna – Marcel Marceau, francuski pantomimičar (* 1923.)
- 23. rujna – Nenad Turkalj, hrvatski glazbeni kritičar, operni redatelj, dramaturg, dobitnik Porina za životno djelo 2004. (* 1923.)
- 30. rujna – Milan Jelić, predsjednik Republike Srpske.

### Listopad
- 1. listopada – Al Oerter, američki atletičar, pobjednik u bacanju diska na četirima Olimpijskim igrama za redom (* 1936.)
- 2. listopada – Šime Đodan, hrvatski političar (* 1927.)
- 6. listopada – Laza Ristovski, klavijaturist grupe Bijelo dugme.
- 8. listopada – Milan Đukić, srpski političar, saborski zastupnik (* 1947.)
- 14. listopada – Nevenka Filipović, hrvatska lutkarica i glumica (* 1932.)
- 16. listopada – Toše Proeski, makedonski pjevač pop i makedonske tradicionalne glazbe (* 1981.)
- 16. listopada – Deborah Kerr, škotska glumica (* 1921.)
- 29. listopada – Frane Matošić, hrvatski nogometaš i nogometni trener (* 1918.)

### Studeni
- 2. studenoga – Tomislav Duka, hrvatski franjevac, saborski zastupnik, političar (* 1932.)
- 3. studenoga – Toni Kljaković, hrvatski pjevač (* 1932.)
- 10. studenoga – Norman Mailer, američki romanopisac (* 1923.)

### Prosinac
- 5. prosinca – Karlheinz Stockhausen, njemački skladatelj (* 1928.)
- 27. prosinca – Benazir Bhutto, pakistanska političarka i bivša premijerka (* 1953.)
- 27. prosinca – Jerzy Kawalerowicz, poljski filmski redatelj i scenarist (* 1922.)

## Nobelova nagrada za 2007. godinu
- Fizika: Albert Fert, Peter Grünberg
- Kemija: Gerhard Ertl
- Fiziologija i medicina: Mario Capecchi, Oliver Smithies, Sir Martin Evans
- Književnost: Doris Lessing
- Mir: Al Gore i UN-ov panel za klimatske promjene
- Ekonomija: Leonid Hurwicz, Eric Maskin i Roger Myerson

## Vanjske poveznice
|  | Zajednički poslužitelj ima još gradiva o temi 2007. |